# Bogdaniec (gemeente)
De gemeente Bogdaniec is een landgemeente in het Poolse woiwodschap Lubusz, in powiat Gorzowski.
De zetel van de gemeente is in Bogdaniec.
Op 30 juni 2004 telde de gemeente 6598 inwoners.

## Oppervlakte gegevens
In 2002 bedroeg de totale oppervlakte van gemeente Bogdaniec 112,12 km², waarvan:
- agrarisch gebied: 68%
- bossen: 21%

De gemeente beslaat 9,28% van de totale oppervlakte van de powiat.

## Demografie
Stand op 30 juni 2004:
| Omschrijving                   | Totaal | Totaal | Vrouwen | Vrouwen | Mannen | Mannen |
| ------------------------------ | ------ | ------ | ------- | ------- | ------ | ------ |
| eenheid                        | aantal | %      | aantal  | %       | aantal | %      |
| inwoners                       | 6598   | 100    | 3329    | 50,5    | 3269   | 49,5   |
| bevolkingsdichtheid (inw./km²) | 58,8   | 58,8   | 29,7    | 29,7    | 29,2   | 29,2   |

In 2002 bedroeg het gemiddelde inkomen per inwoner 1298,86 zł.

## Administratieve plaatsen (sołectwo)
Bogdaniec, Chwałowice, Gostkowice, Jasiniec, Jenin, Jeninek, Jeniniec, Jeże, Jeżyki, Krzyszczyna, Krzyszczynka, Kwiatkowice, Lubczyno, Łupowo, Motylewo, Podjenin, Racław, Roszkowice, Stanowice, Wieprzyce, Włostów.

## Aangrenzende gemeenten
Deszczno, Gorzów Wielkopolski, Krzeszyce, Lubiszyn, Witnica